# Rodenbek (Alster)
El Rodenbek és un afluent del riu Alster a Alemanya. Neix a prop del carrer Wohldorfer Damm al nucli de Bergstedt a l'estat d'Hamburg. Desemboca a l'Alster a la reserva natural del Rodenbeker Quellental al mateix nucli. Prop de la desembocadura, uns braços paral·lels a l'Alster connecten el riu també al Bredenbek. El seu nom baix alemany significa rierol (bek) vermell (rod).
Com per al seu veí més ample, el Bredenbek, la vall va crear-se sota una glacera a la darrera edat glacial, les glaciacions würmianes, fa uns 115.000 anys. El riu, aleshores molt més llarg, va excavar el seu llit sota la glacera.
Poc després de la font desemboca a un pantà de molí Rodenbeker Teich del qual el primer esment escrit data del segle xiv. Al segle xx el riu va rectificar-se i transformar-se en claveguera oberta monofuncional que només servia per al desguàs. Els protectors de la natura de l'associació NABU van «anul·lar la condemnació a mort» (Josep Nyary) i renaturalitzar el riu i els seus meandres: uns 17 peixos i uns 38 ocells diferents van tornar a establir-se a la vall del bek. Pel que fa als mamífers, el retorn de la lludria va encantar i conduir a mesures de protecció.

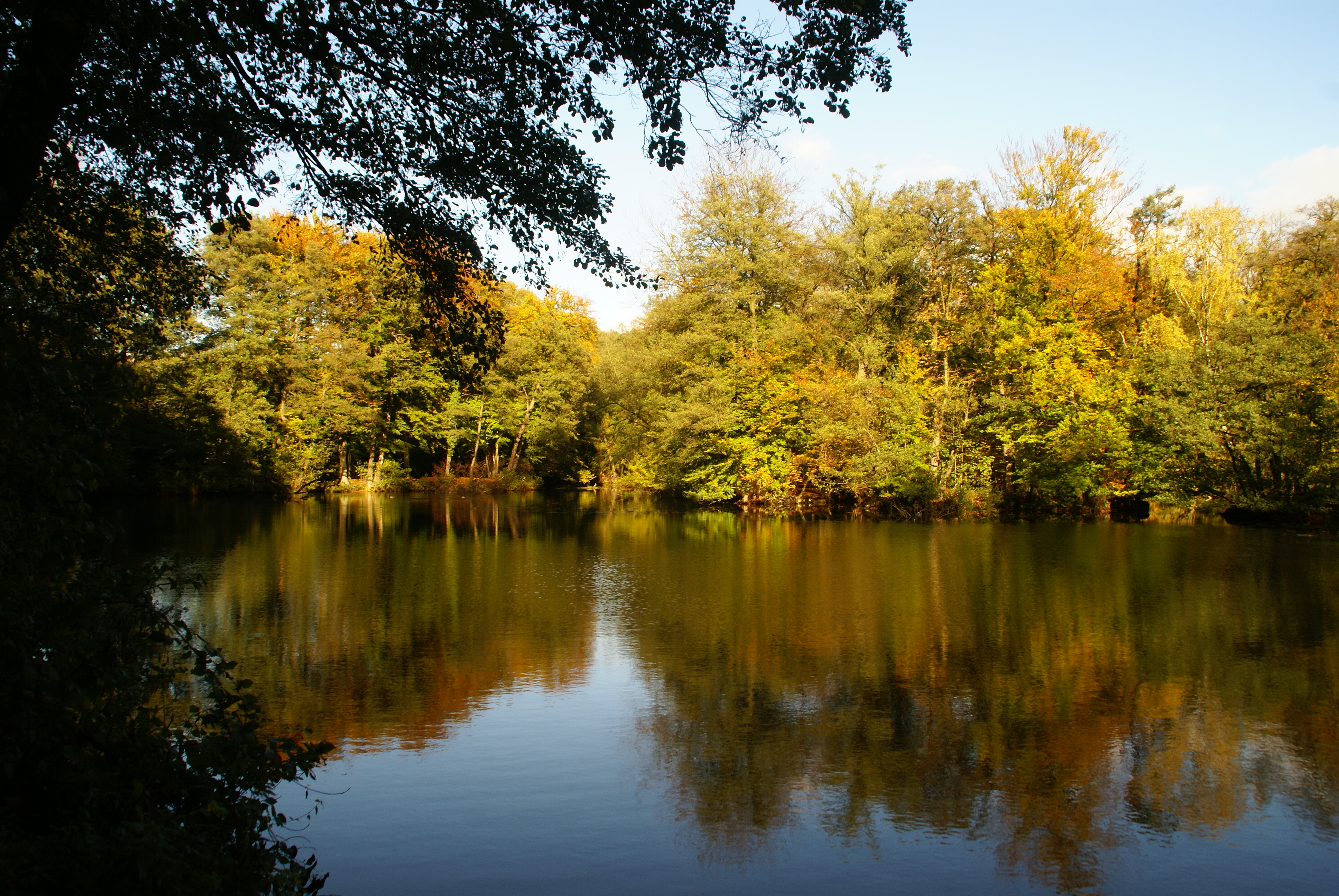
L'estany del Rodenbeker Teich
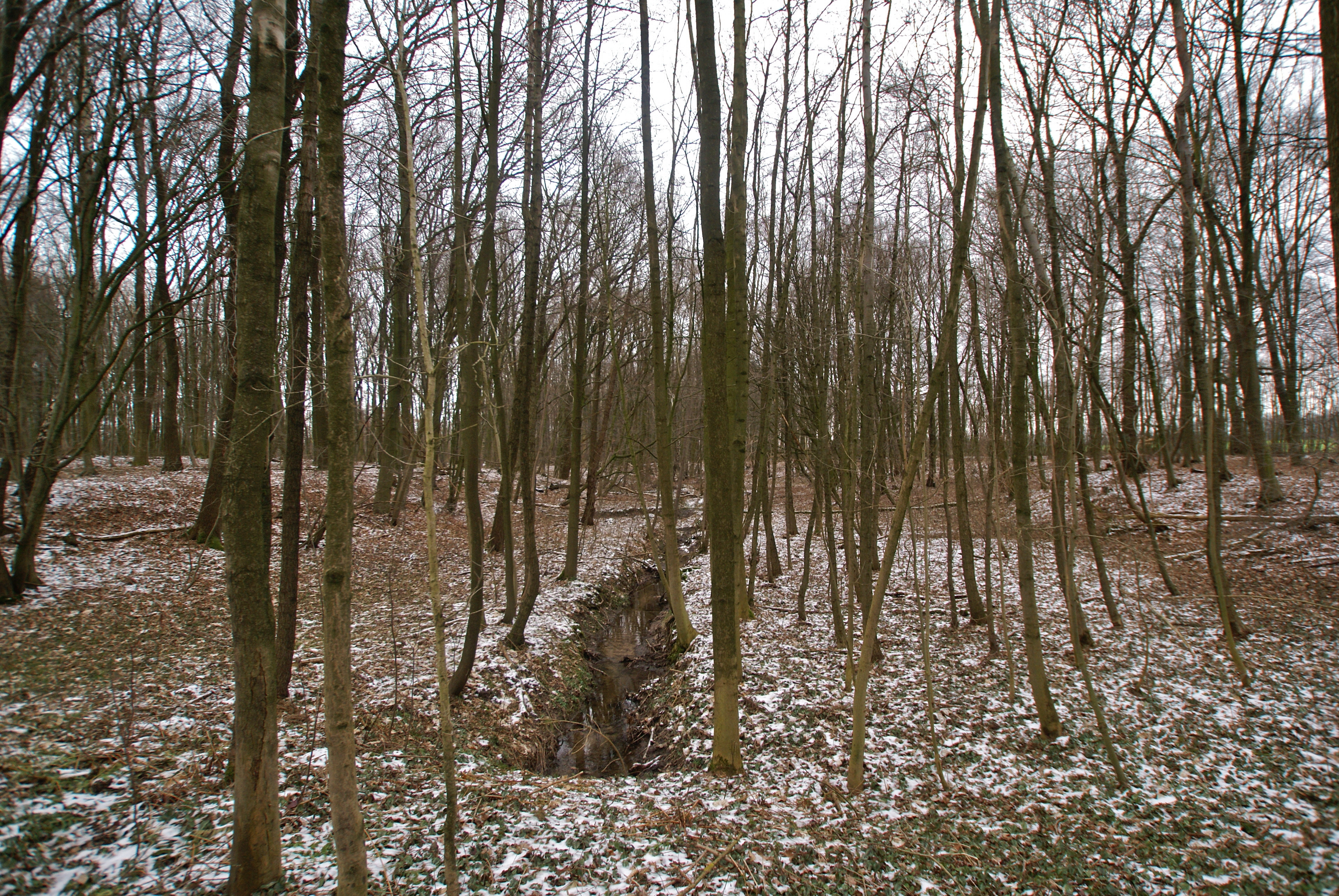
El riu al carrer Illoh (amunt)
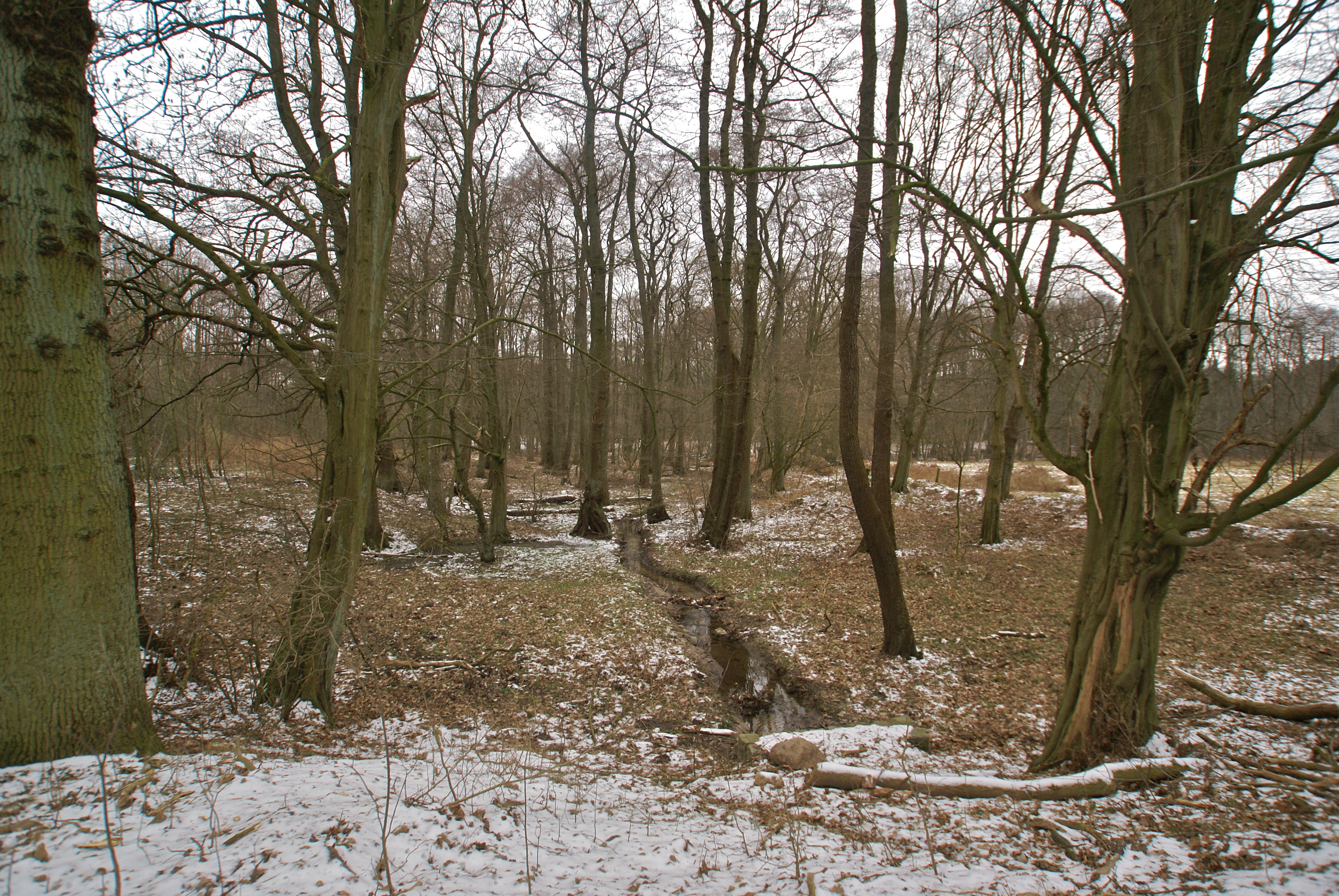
El riu al carrer Illoh (avall)
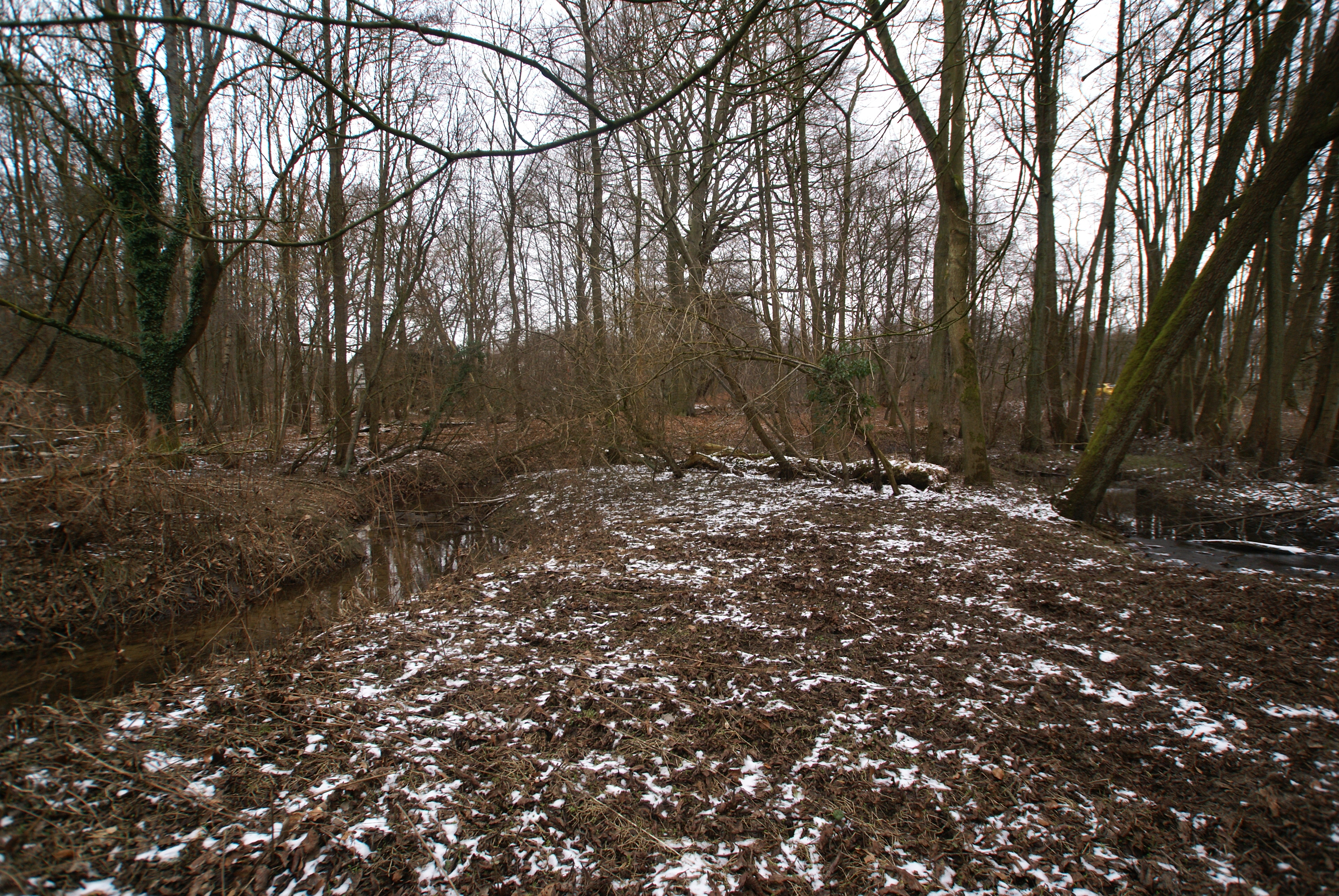
Prop de l'aiguabarreig amb l'Alster
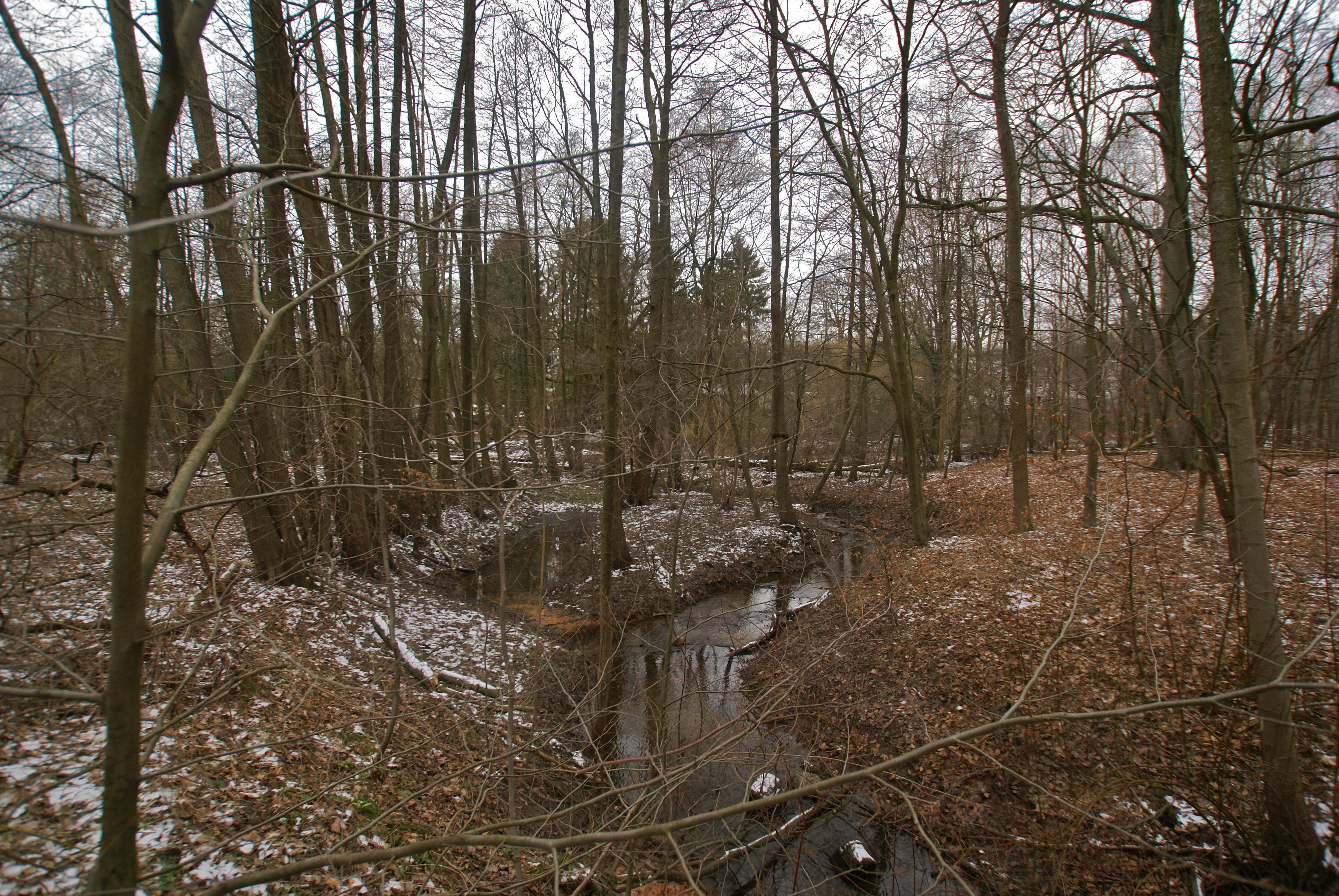
Meandres